# Alchornea laxiflora
Alchornea laxiflora är en törelväxtart som först beskrevs av George Bentham, och fick sitt nu gällande namn av Ferdinand Albin Pax och Käthe Hoffmann. Alchornea laxiflora ingår i släktet Alchornea och familjen törelväxter. Inga underarter finns listade i Catalogue of Life.